# Hugo Lehner
Hugo Lehner, född 1901, död 14 oktober 1952 i Zermatt i Valais, var en schweizisk längdskidåkare. Han var med i olympiska vinterspelen 1928 och ingick i laget som kom på tredje plats i uppvisningsgrenen militärpatrull i Sankt Moritz. Han var också skådespelare och deltog i flera schweiziska filmer.